# آی‌تی‌بی‌اس
آی تی بی سی (به انگلیسی: Iowa Test of Basic Skills) و به صورت مخفف (به انگلیسی: ITBS) یکسری امتحان استاندارد است که سالیانه به دانش آموزان آمریکایی داده می‌شود. این امتحان از دانش آموزان پیش دبستانی تا کلاس هشتم گرفته می‌شود؛ از دانش آموزان کلاس نهم امتحان آی تی ای دی گرفته می‌شود.
ای تی بی اس توسط دانشگاه آیووا طراحی شده و جزو یکی از امتحاناتی است که در آمریکا به رسمیت شناخته شده و برای دسیابی دانش آموزان به تحصیلات بهتر ارائه شده.
ای تی بس اس شامل زبان انگلیسی، ریاضی، تعلیمات اجتماعی، جغرافی و علوم است.
این امتحان در بیشتر مدارس دولتی و غیر دولتی ایالت آیووا گرفته می‌شود و در قسمت‌های دیگر آمریکا هم از آن استفاده می‌شود.